# Château de Saint-Dizier
Le château de Saint-Dizier est un château français du département de la Haute-Marne de la région Grand-Est. Il est inscrit depuis 1994.

## Historique

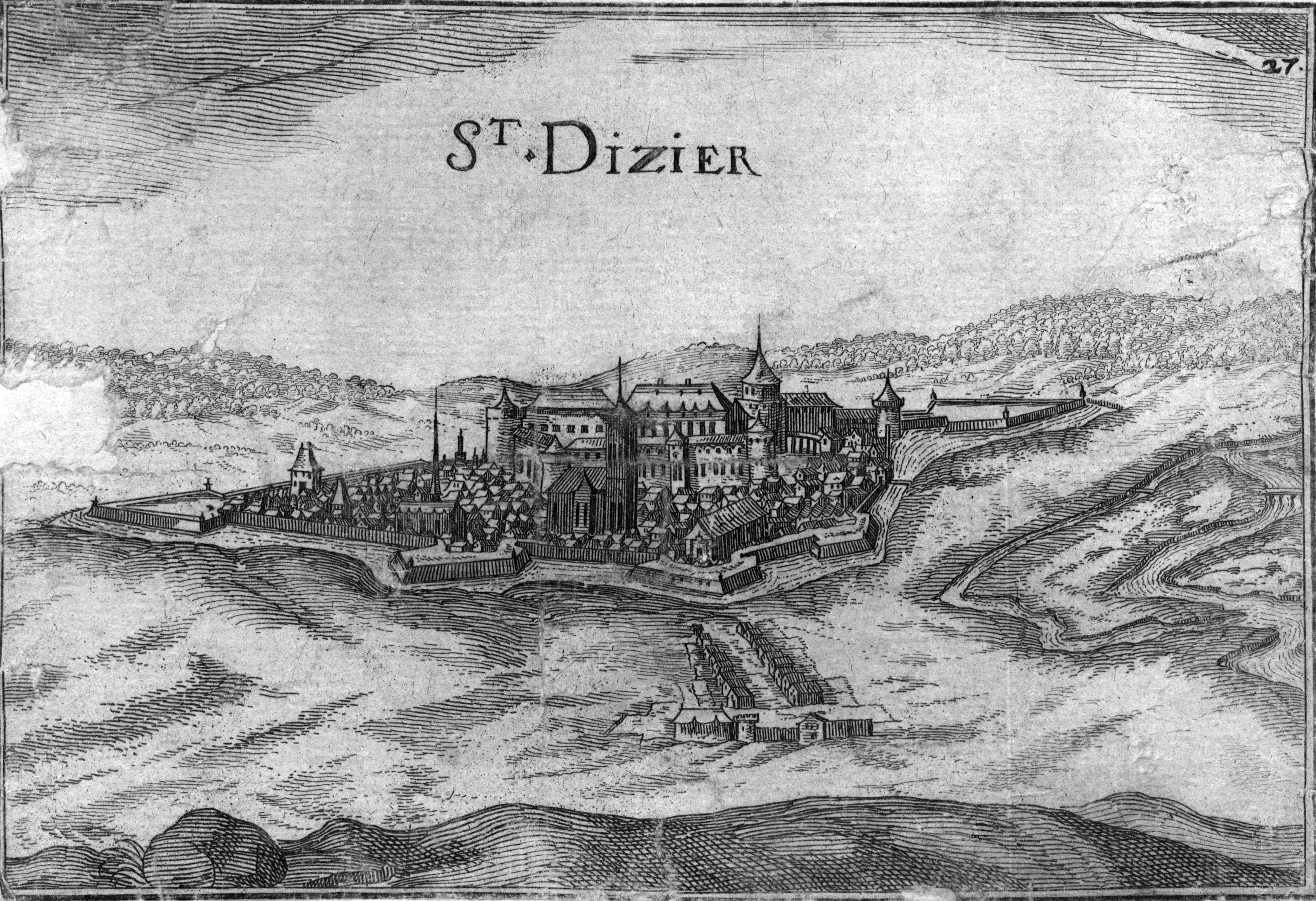
La ville son enceinte et le château.

La ville est à l'origine un bourg castral, village enceint d'une fortification incluant un château qui s'est installé sur l'emprise du village d'Olonne. La première mention d'un château est faite en 1189 dans le second cartulaire de l'abbaye Notre-Dame de Montier-en-Der et appartient à Guy II de Dampierre. La date de finition est 1228 car le seigneur demande aux habitants de tenir leurs plaids en son château. Il reste dans la famille de Dampierre jusqu'en 1401 avec la mort de Édouard de Dampierre (branche des Dampierre-Saint-Dizier). Sa veuve se remarie avec Jean III de Vergy et fait entrer le château dans la famille de ce dernier. Jean III fait réaliser pour deux mille cinq cents écus d'or de travaux au château. C'est à cette occasion que son blason est ajouté à la porte du château : de gueules à trois quintefeuilles d'or. Intégré au domaine royal, le roi Louis XI le donne à Guillaume IV de Vergy. La donation est révoquée par Charles VIII en 1488 et le château est de nouveau attaché au domaine royal. Place forte royale, elle est alors commandée par un gouverneur qui est secondé d'un lieutenant.
Au XVIe siècle des ingénieurs royaux modifient le château en y adjoignant des bastions ; l'un de ces ingénieurs royaux était Girolamo Marini. Si les remparts, à la charge de la ville étaient assez bien entretenus, les dépendances l'étaient moins bien. Le château royal était laissé en apanage à divers grands seigneurs. Le duc d'Orléans l'avait jusqu'en 1701. Le château sert de casernement aux troupes de passage. Au XVIIIe siècle, le gouverneur Biaudos de Casteja n'y logeait pas et préférait louer une maison en ville.

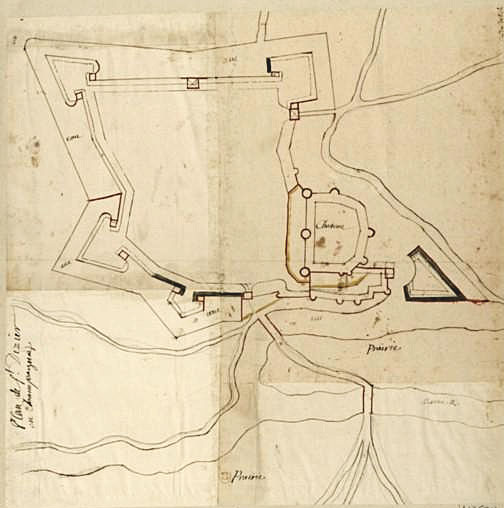
Le château avec ses huit tours rondes dans l'enceinte fortifiée de la ville.

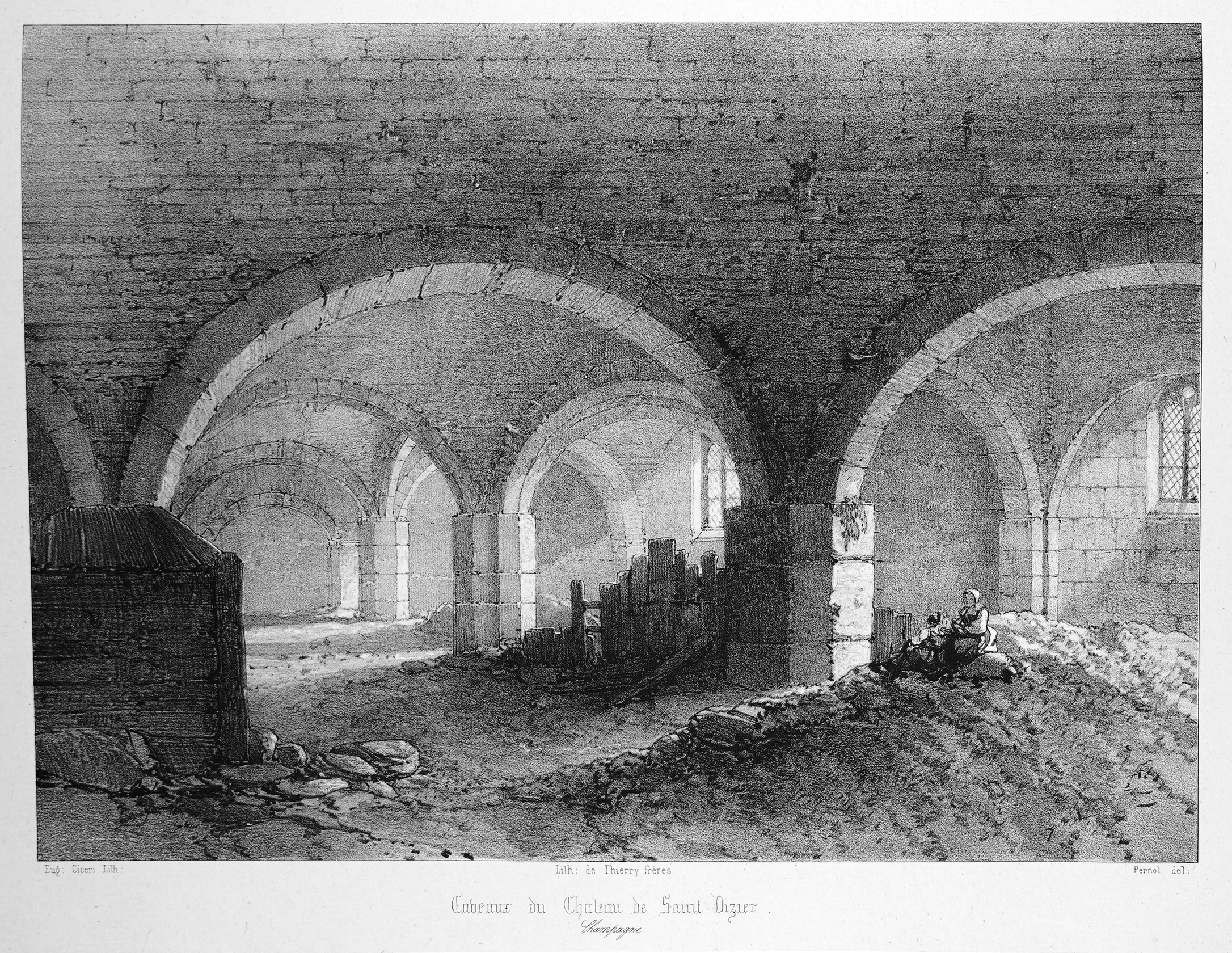
Les caves in Voyages pittoresques et romantiques dans l'ancienne France par Eugène Cicéri.

À la suite du grand incendie de 1775 qui dévasta la vieille ville de Saint-Dizier, une rue de Châlons à Ancerville fut créée en prolongement de la rue du Grand Sauvage par Jean Joseph Bochet de Coluel, ingénieur en chef des Ponts et Chaussées pour la province de Champagne. En 1781, à la fin des travaux, le château perdit son isolement et son unité défensive. Le château devint alors une place abandonnée.
En 1776, Bérault, baron de Courville, capitaine des chasses du comte d'Artois, avait acheté l'apanage. Sa veuve, Marie Anne Grossard de Virly, obtenait le 19 décembre 1786, du Conseil du Roi un bail emphytéotique de 99 ans pour continuer à jouir des bâtiments du gouverneur. Le château fut vendu comme bien national lors de la Révolution française et le jardin fut agrandi par le comblement de fossés. La veuve Courville épouse Daston en obtint la nue propriété en 1807. La propriété fut alors démembrée. Au cours du XIXe siècle la tour Cocquart fut supprimée, puis une tour d'angle et une courtine. En 1826, Nicolas Coquart en devient propriétaire. Le château passe ensuite à sa fille, épouse Viry, maître de forges à Cousances. L'incendie de 1945 détruisit une grande partie du château.

## Domaine public
Sa reconstruction fut effectuée par la famille Viry et le château fut loué à la sous-préfecture qui venait de Wassy. Expropriée pour cause d'utilité publique, la famille Viry était le dernier propriétaire privé. Une importante campagne de restauration fut entreprise, dès 1997, lui donnant son apparence actuelle.

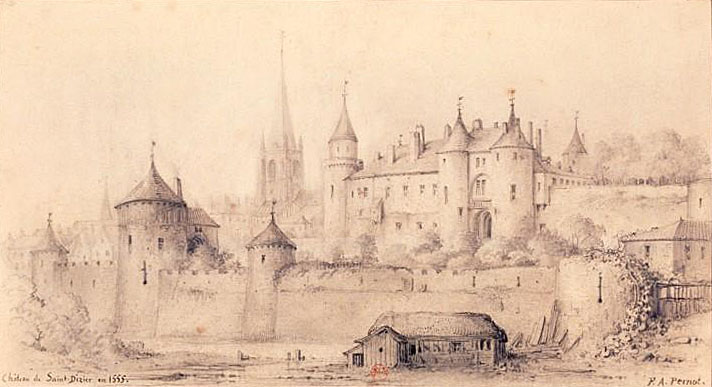
Château de Saint-Dizier imaginé en 1555, François Alexandre Pernot, c.1860-1865.
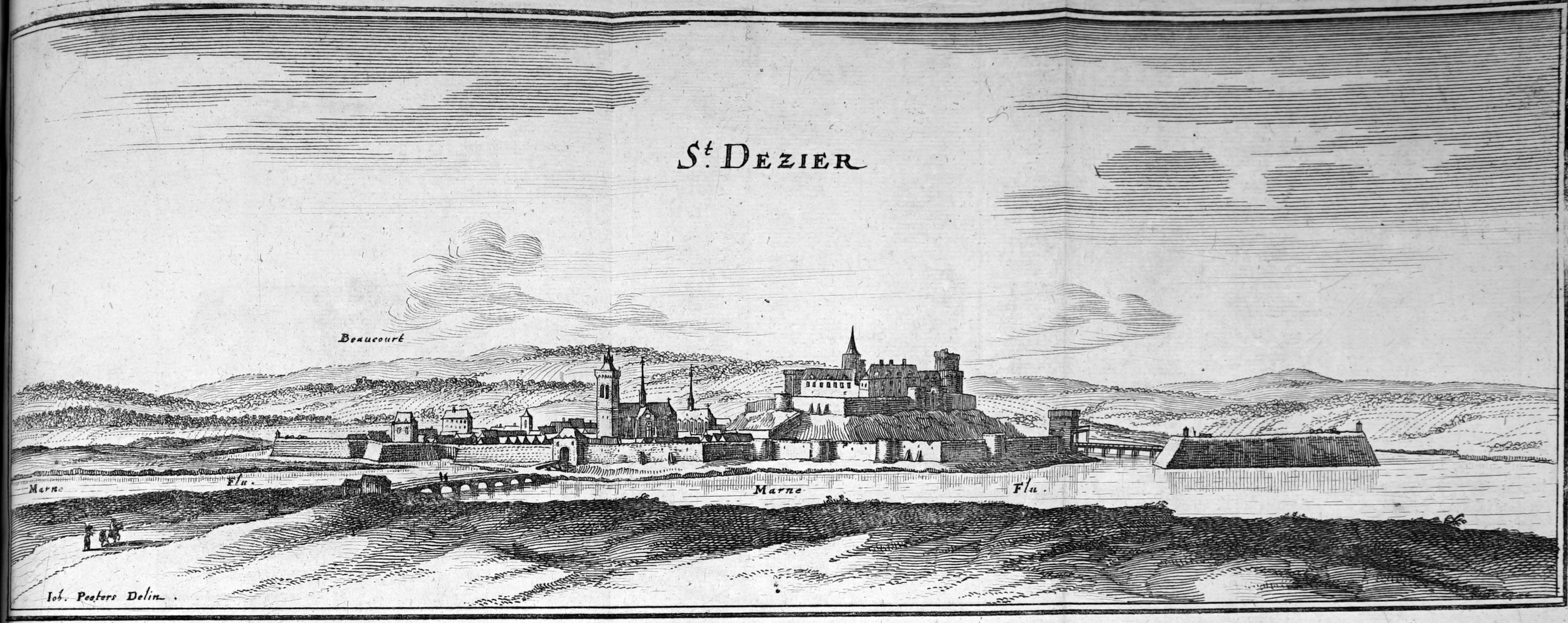
Surplombant la ville, Topographia Galliæ, dessin J. Peeters, bibliothèque Carnegie (Reims), 1656.
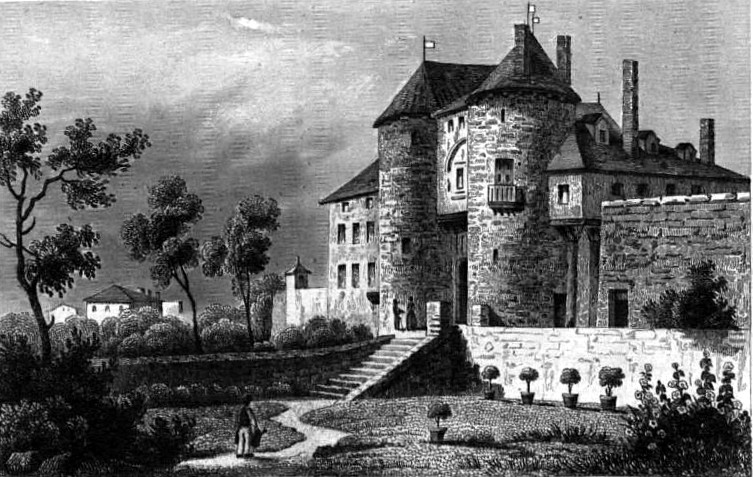
Porte en 1838, Guide pittoresque.
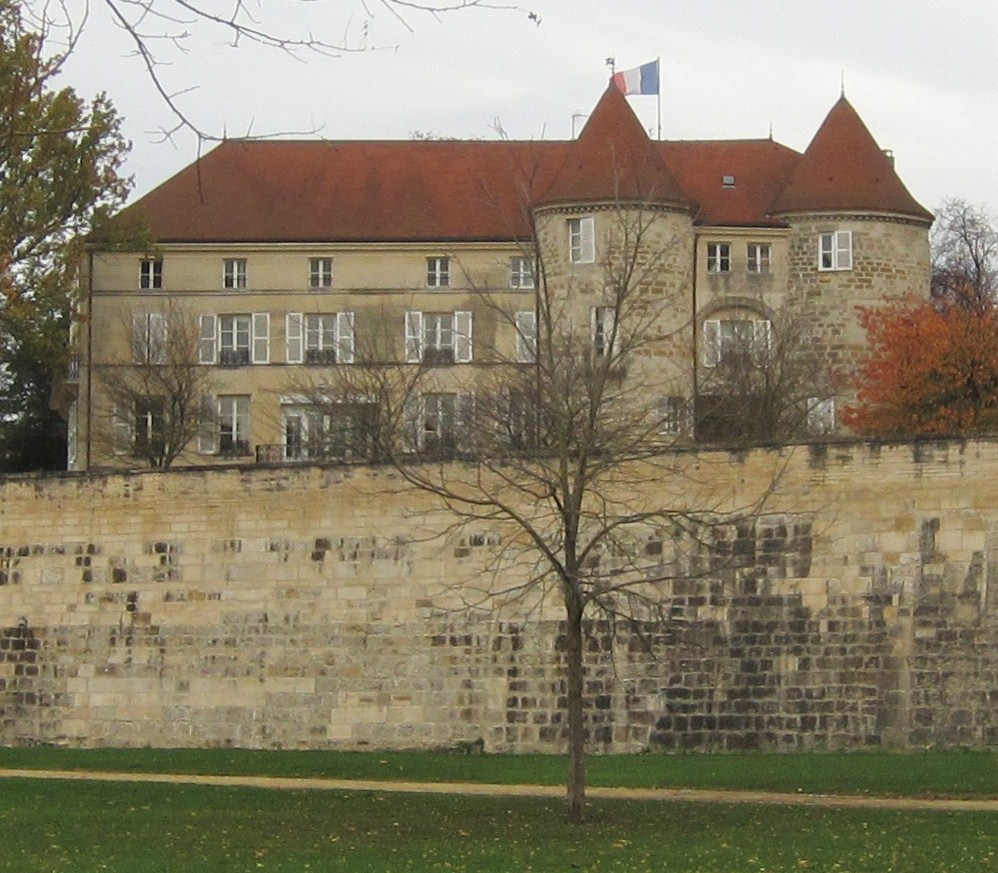
Bâtiment côté rempart.
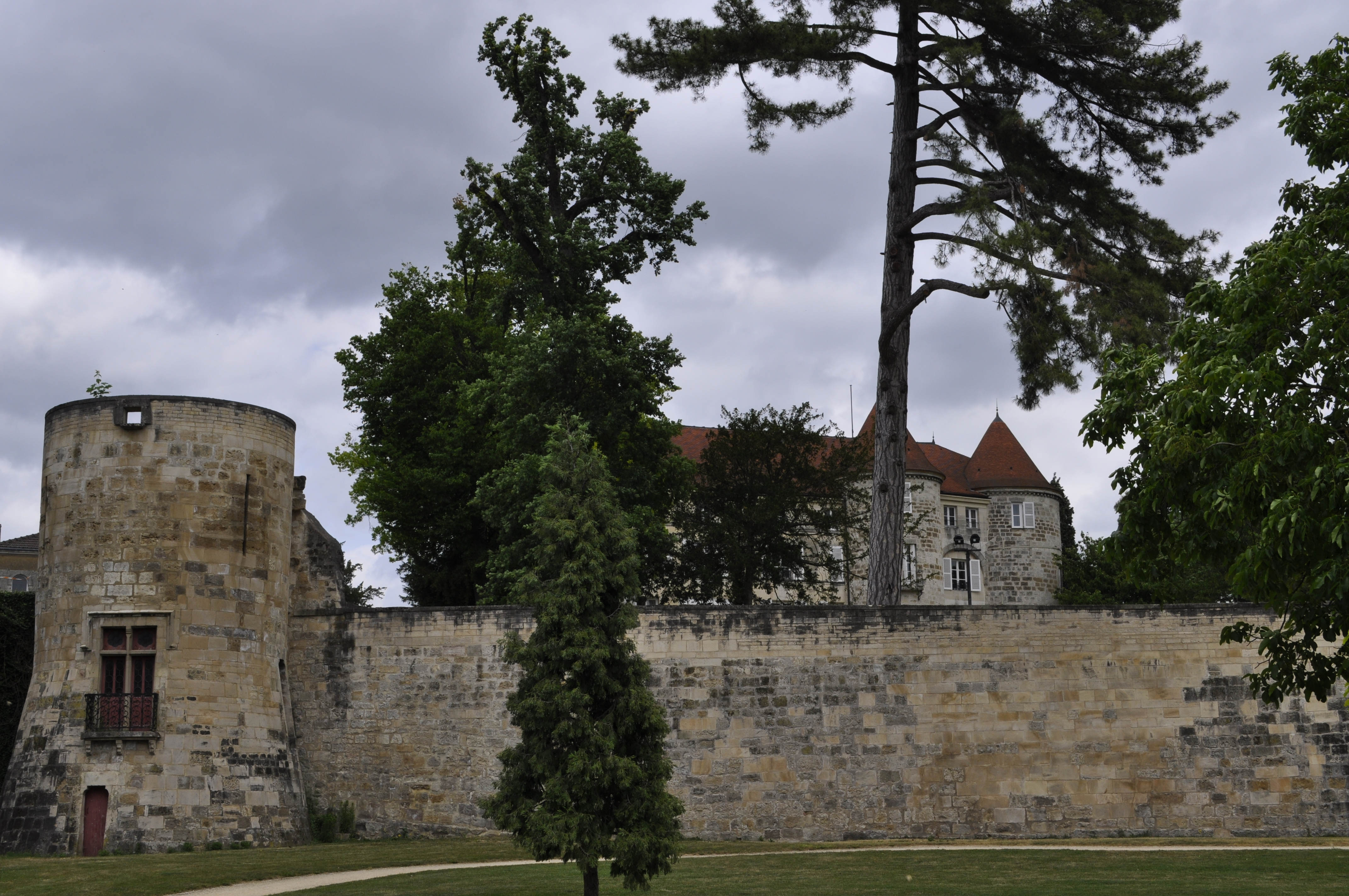
Remparts à la tour du Saint-Esprit et logis (2011).
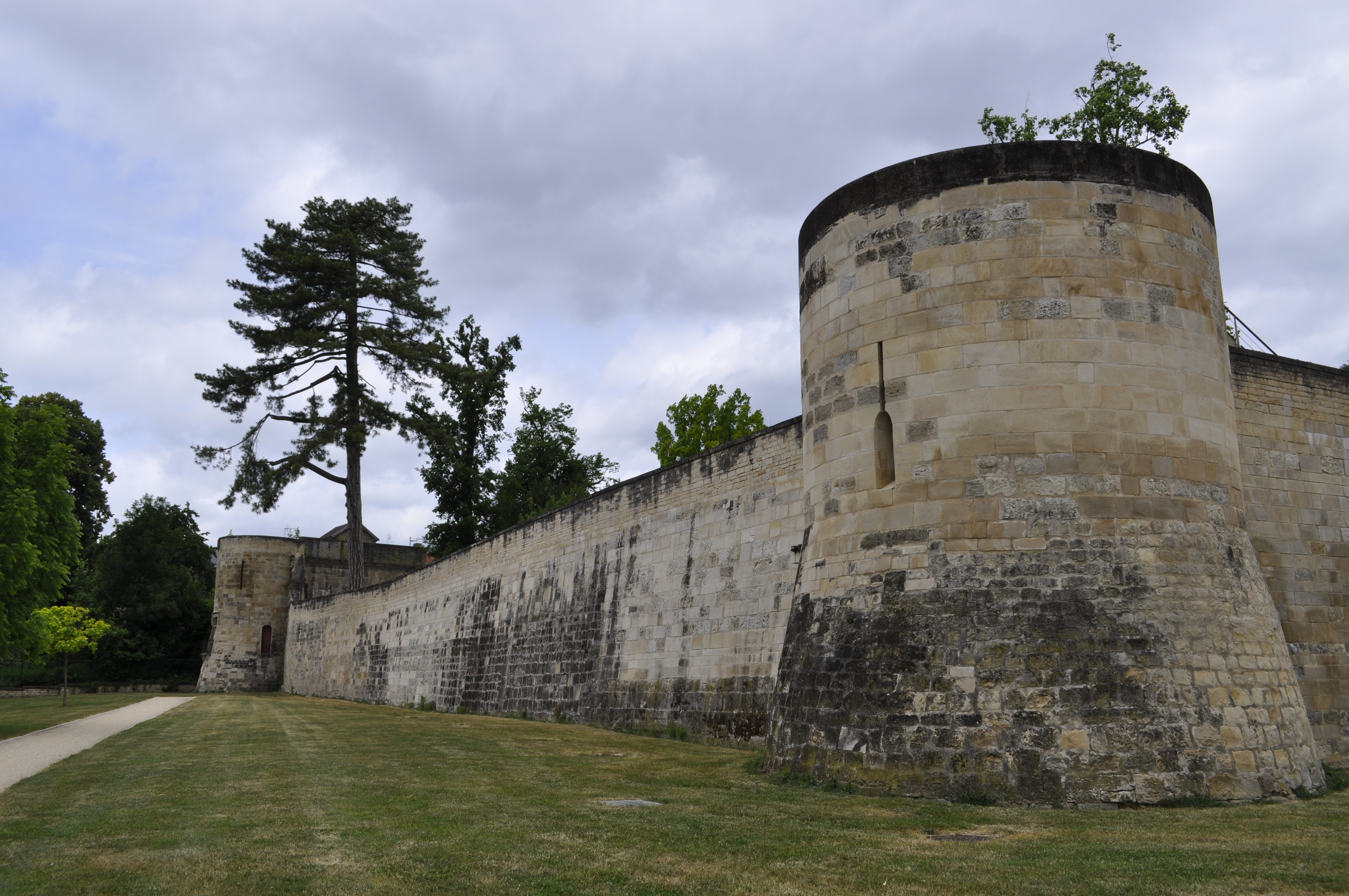
Muraille et son cèdre centenaire (au fond, la tour du Saint-Esprit).
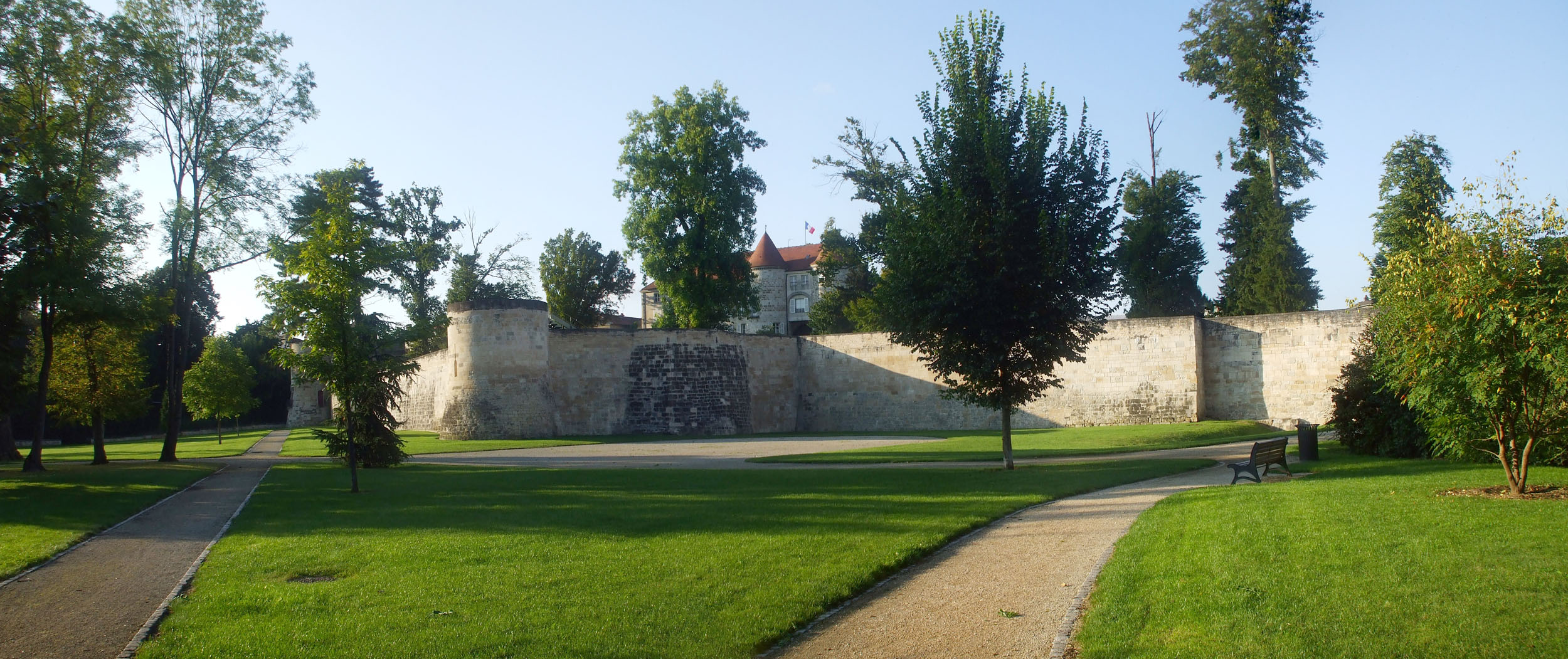
Remparts, vue d'ensemble (2008).
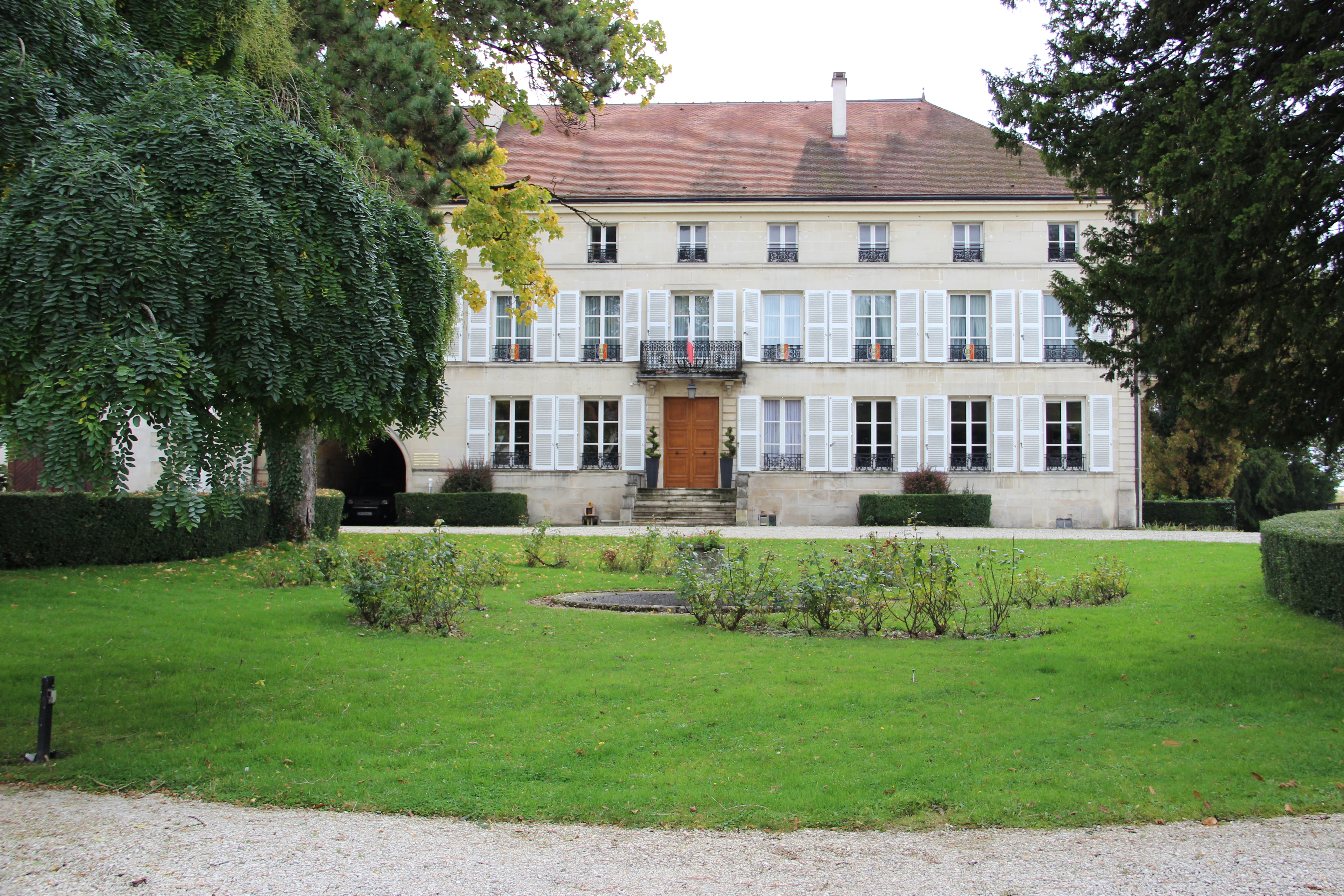
Côté cour, actuellement.